# Podejmowanie decyzji
Uzasadnienie: To jest to samo pojęcie
Podejmowanie decyzji – proces decyzyjny obejmujący grupę logicznie powiązanych ze sobą operacji myślowych i/lub obliczeniowych, prowadzących do rozwiązania problemu decyzyjnego poprzez wybór jednego spośród wielu możliwych wariantów działania (decyzji).
Problematyką podejmowania decyzji zajmuje się dział nauki zwany teorią decyzji.

## Pojęcia związane z podejmowaniem decyzji
Decyzja (według A. K. Koźmińskiego) – świadomy, nielosowy wybór jednego z rozpoznawanych i uznanych za możliwe wariantów przyszłego działania.
Mechanizmy podejmowania decyzji w organizacji – zasady, procedury, i praktyka podejmowania decyzji, czyli dokonywania wyboru przyszłego działania
Decydent – osoba lub grupa osób, które uczestniczą w procesie podejmowania decyzji i w różny sposób są obarczone odpowiedzialnością za podejmowane decyzje.

## Kategorie decyzji
według roli w procesie zarządzania
- operacyjne
- taktyczne
- strategiczne

według stopnia ryzyka
- decyzje podejmowane w warunkach pewności (możemy bezbłędnie przewidzieć efekty)
- decyzje podejmowane w warunkach ryzyka (można określić zbiór konsekwencji i przyporządkować im pewne prawdopodobieństwo wystąpienia)
- decyzje podejmowane w warunkach niepewności (nie możemy wyliczyć wszystkich konsekwencji ani też określić z jakim prawdopodobieństwem wystąpią)

według stopni innowacyjności:
- rutynowe
- adaptacyjne
- innowacyjne
- regresywne

według stopnia programowalności:
- programowane
- nieprogramowalne

## Trzy modele podejmowania decyzji
- formalny model racjonalny – poszukiwanie decyzji optymalnej
  - racjonalność decyzji-racjonalność formalna, czyli podjęcie decyzji zgodnie z procedurą
    - decyzja podejmowana jest fazowo:problem → faza przygotowawcza → ustalenie kryterium decyzyjnego i uporządkowanie wariantów decyzyjnych według tego kryterium → faza podjęcia decyzji → faza realizacji i kontroli
- model ograniczonej racjonalności – poszukiwanie pierwszej decyzji zadowalającej
  - decyzja zadowalająca – gdy istnieje kryterium określające minimum warunków zadowalającego w sferach uznanych przez decydentów za ważne oraz gdy któryś z uznanych wariantów decyzji odpowiada przyjętemu kryterium lub jest od niego lepszy.

Ograniczenia racjonalności
- subiektywne
- obiektywne
  - strukturalne
  - poznawcze
  - motywacyjne
  - kompetencyjne
- model kosza na śmieci

Sekwencyjność podejmowania decyzji odrzucona. Czasami dopasowujemy problem do znalezionego wcześniej rozwiązania.
W ocenie decyzji podjętej według tego modelu najważniejsza jest racjonalność rzeczowa działania.
Na elementy procesu decyzyjnego składają się:
- warunki
- decydent
- cele
- alternatywy
- kryterium wyboru
- relacje między alternatywami
- wybór.

## Syndrom grupowego myślenia
Syndrom grupowego myślenia w grupowym podejmowaniu decyzji jest to syndrom zniekształceń, które mogą wystąpić w sytuacji, kiedy grupa podejmująca decyzję przedkłada osiągnięcie konsensusu nad podjęcie jak najlepszej decyzji.